# Virginia valeriae
Virginia valeriae är en ormart som beskrevs av Baird och Girard 1853. Virginia valeriae ingår i släktet Virginia och familjen snokar. Inga underarter finns listade i Catalogue of Life.
Denna orm blir vanligen upp till 20 cm lång och enskilda exemplar kan nå en längd av 30 cm eller lite längre. Fjällen på ovansidan är slät med en brun till gråbrun färg och undersidan är täckt av ljusare fjäll. Hos flera individer förekommer små mörka punkter på ovansidan som ibland bildar linjer. Artens huvud är bara lite bredare än halsen och nosens form är lite spetsig.
Arten förekommer i östra USA. Utbredningsområdets norra gräns sträcker sig från Iowa till Pennsylvania och New Jersey. I väst når arten östra Kansas, centrala Oklahoma och centrala Texas. Virginia valeriae hittas i syd fram till Mexikanska golfen och till norra Florida. En avskild population finns i centrala Florida.
Habitatet utgörs av lövfällande skogar, blandskogar, samt av områden nära vattenansamlingar som är täckta med träd och buskar. I gräsmarker som saknar större växter vistas arten bara när det finns gömställen som klippor eller stenar. Individerna är främst aktiva mellan skymningen och gryningen. De sover även under grenar som ligger på marken eller i liknande gömställen.
Under den kalla årstiden stannar Virginia valeriae i gömstället men ormen kan bli aktiv under varma vinterdagar. Arten äter främst daggmaskar som kompletteras med snäckor samt med insekter som saknar hårt skal. Ormen sväljer sina byten helt utan att döda de innan. Parningen sker under våren eller under tidiga sommaren. Honan föder 2 till 14 levande ungar (vivipari) under sensommaren eller under hösten.
Virginia valeriae hotas regionalt av skogsavverkningar och av andra landskapsförändringar. Hela beståndet listas av IUCN som livskraftig (LC).